# La casa de la noche
La Casa de la Noche es una serie de novelas de fantasía, romance y terror basada en vampiros, dirigida al público «adulto joven» y escrita por las autoras estadounidenses P.C. y Kristin Cast. La serie gira en torno de Zoey Redbird, una chica de 16 años que ha sido recientemente «marcada» y tiene la obligación de asistir al internado Casa de la Noche, ubicado en Tulsa, Oklahoma, en el cual se entrenará para convertirse en un vampiro adulto o morir en el proceso.
La saga, la cual es publicada por St. Martin's Press en Estados Unidos, se encuentra prevista a incluir doce libros; de los cuales diez ya se encuentran publicados. Paralelamente, los planes para una adaptación al cine de Marcada se anunciaron en 2008, con la producción de Michael Birnbaum y un guion escrito por Kent Dalian.
Desde el lanzamiento del primer libro, la serie ha gozado de una buena recepción comercial. Durante 63 semanas, ha estado en la lista de superventas del periódico The New York Times. La sexta novela llamada Tentada, que salió a la venta el 27 de octubre de 2009 en Estados Unidos con una primera impresión de un millón de copias, ingresó en la lista de superventas del periódico USA Today esa misma semana en la primera posición. La novela sucesora, Quemada, obtuvo de la misma forma el primer puesto en aquella lista en la primera semana de su lanzamiento. En enero de 2010, Gezeichnet, una traducción al alemán de Marcada, alcanzó el primer puesto en la lista de superventas de la revista Der Spiegel. En total, la serie ha vendido hasta ahora más de diez millones de libros en 39 países.

## Sinopsis
La Casa de la Noche es una serie de libros que gira en torno de Zoey Redbird, una chica de 16 años que ha sido recientemente «marcada» por un rastreador y empieza a sufrir el cambio que la llevará a transformarse en un vampiro adulto o morirá en el proceso. Ella debe dejar a su familia en Tulsa y trasladarse hacia la Casa de la Noche, un internado para iniciados como ella.
Dentro de la escuela Zoey conoce a sus mejores amigos, descubre el amor, empieza a aceptar que su vida va a ser diferente y a darse cuenta de sus nuevos e increíbles poderes. Sin embargo, hay un problema: si, Zoey es un vampiro. Pero ella sigue siendo una adolescente, con todo el humor, la angustia y sentimientos confusos que cualquier otro adolescente puede poseer.

### Universo
El mundo ficticio de la Casa de la Noche difiere del nuestro en un aspecto importante: en un pequeño porcentaje de los adolescentes, las hormonas adolescentes desencadenan una cadena de lo que es lo contrario ADN basura, para transformarse finalmente en vampiros. El cambio de humano a vampiro tarda cuatro años, tiempo durante en el cual los adolescentes, conocidos como «iniciados», deben asistir a una de las escuelas llamadas Casa de la Noche. Una vez allí, están obligados a tomar Sociología Vampírica, curso para aprender los peligros que corren. Asimismo, si un joven no está constantemente próximo a vampiros adultos, muere, de modo que los iniciados rara vez salen de la escuela. Aproximadamente uno de cada diez novatos va a morir de todos modos, ya que sus cuerpos no pueden tolerar el cambio. Para aquellos que sobreviven, hay una gran recompensa: "Los vampiros son como Superman. Son súper hermosos. Son súper talentosos. Son súper hombres", en palabras de una de las autoras.
Los vampiros y los iniciados no son disueltos por la luz solar, (excepto los iniciados rojos, a los que la luz de sol daña gravemente) como en muchas novelas de vampiros, pero es doloroso para ellos, así que las clases en la Casa de la Noche se llevan a cabo en la noche. Los iniciados son marcados por un contorno azul zafiro en forma de medialuna en la frente, cuando se convierten en vampiros adultos, esta marca se rellena y reciben más «tatuajes» que se extienden sobre sus mejillas (estos suelen representar algún aspecto de la personalidad, por ejemplo, la profesora de equitación de Zoey, Lenobia, tiene tatuajes que se parecen a los caballos). Zoey es la única joven que tiene rellena la marca y tiene tatuajes; cuando ella derrota al mal sus tatuajes se extienden sobre los hombros y hasta su espalda baja, y también alrededor de su cintura, por los brazos, las palmas y sobre el pecho mientras la saga continúa. Los iniciados mayores y vampiros adultos necesitan beber pequeñas cantidades de sangre humana, pero los vampiros de la Casa de la Noche no atacan a los seres humanos para conseguirla, la toma de los bancos de sangre humanos. La toma sangre es placentera para humanos y vampiros, y puede dar lugar a un fuerte vínculo, llamado «conexión» entre los dos.

### Religión
La religión de la Casa de la Noche es, en palabras de P.C. Cast, "el paganismo. Asimismo, se encuentra basada en el movimiento Wicca, con una fuerte afluencia de mitos y leyendas indígenas". Dentro de la sociedad vampírica, la principal diosa es una benevolente mujer llamada Nyx, quien, al comienzo de la serie, conoce a Zoey y le deja a esta el cargo de ser sus ojos y oídos en la Casa de la Noche. Los vampiros e iniciados deben trazar un círculo para comunicarse con Nyx o para utilizar el poder de los siguientes elementos: aire, fuego, agua, tierra y espíritu. Algunos demonios de la mitología cheroqui juegan un papel muy importante en diversos volúmenes de la serie, como Raven Mockers, Kalona y Tsi Sgili.
En el mundo humano, la «Gente de Fe» es una ficticia religión protestante que se caracteriza por ser muy intolerante por cualquier cosa menos sus propias creencias. El catolicismo también juega un papel importante en las series. Asimismo, el ambiente religioso de la Casa de la Noche da una fuerte perspectiva moral que se aplica en el mundo real también. "Ayúdame a saber lo que hay que hacer," Zoey reza a Nyx, "y luego dame el coraje para hacerlo."

### Ubicación
La serie se encuentra ambientada en Tulsa, Oklahoma; más exactamente en Cascia Hall, una preparatoria de la vida real que representaría a la Casa de la Noche. Asimismo, los jardines mencionados en el primer libro son los del museo Philbrook. Zoey a veces se escabulle del internado para dirigirse hacia los elegantes comercios de Utica Square; además, bastantes enfrentamientos relevantes tuvieron lugar en la tienda Starbucks de dicha plaza. De igual forma, escenas dramáticas de la serie se produjeron en catacumbas, túneles que empiezan por una abandonada estación de tren, la cual no es ficticia. La locación de la mansión de los padres de Aphrodite, South 27th Place, es una calle real pero la mansión no lo es. El padre de Aphrodite, el Sr. LaFont, el rico alcalde de Tulsa en las series, posee un apellido similar al antiguo y verdadero alcalde, Bill LaFortune; esto ha despertado varias críticas, sin embargo, el personaje del Sr. LaFont es muy diferente y en varias ocasiones la autora ha hecho énfasis que es ficticio. El convento benedictino en el que Zoey y sus amigos huyen debido a una tormenta de hielo, es real y se llama St. Joseph Monastery. Además, dicha tormenta de hielo se encuentra basada en un acontecimiento real que sucedió en diciembre de 2007 en Tulsa. La escena culminante de Tentada ocurre lejos de Tulsa, sobre la isla de San Clemente cerca de Venecia, que en la realidad es el sitio de un hotel de lujo. Asimismo, muchas de las escenas que ocurren en Quemada tienen lugar en las Hébridas Interiores, más exactamente en la isla Skye, donde se encuentra el palacio de Sgiach, la reina vampira.

## Novelas

### 1.-Marcada
Zoey Redbird, una chica de 16 años, es marcada por un rastreador, transformándola en una vampira iniciada. Entra entonces a la Casa De La Noche, un colegio donde, luego de haber superado el cambio, se formará como un vampiro adulto, siempre y cuando consiga superarlo; ya que no todos los marcados logran sobrevivir. Zoey inicia su nueva vida, lejos de su familia y amigos, y descubre que no es una simple iniciada; la diosa vampira Nyx la ha elegido como alguien especial otorgándole una afinidad con los cinco elementos: aire, fuego, agua, tierra y espíritu.
Pero no es la única iniciada en la Casa de la Noche con poderes especiales. Cuando descubre que la líder del grupo élite de la escuela "las Hijas Oscuras", Aphrodite, abusa de los dones concedidos por la diosa, Zoey deberá aferrarse a su coraje y afrontar su destino, con un poco de ayuda de sus nuevos amigos vampiros iniciados.
Publicado en español.

### 2.-Traicionada
La novata vampira Zoey Redbird consigue adaptarse a la escuela de vampiros la Casa de la Noche. Por fin se siente como en casa, e incluso es elegida como líder de las Hijas Oscuras. Y lo mejor de todo, se echa un novio… o dos. Pero entonces ocurre lo impensable: aparecen asesinados algunos adolescentes, y todas las pruebas apuntan a la Casa de la Noche. Zoey comienza a darse cuenta, mientras el peligro acecha a los humanos de su antigua vida, que los mismos poderes que la hacen única pueden a la vez suponer una amenaza para aquellos a los que ama. Entonces, cuando más necesita a sus nuevos amigos, la muerte golpea la Casa de la Noche y Zoey tiene que enfrentarse con coraje a una traición que puede partirle el corazón, el alma y hacer tambalearse todo su mundo. Su mejor amiga muere, se siente atraída por más de una persona y no sabe a quien en verdad quiere. ¿Qué podrá hacer si ve de nuevo a su amiga que no murió? ¿Cómo podrá enfrentar a la persona en la que confió si resulta ser la causante de todo lo malo que pasa en la casa de la noche?
Publicado en español.

### 3.-Elegida
Aquellos que parecían ser amigos de la vampira iniciada Zoey Redbird resultan ser enemigos. Y, por extraño que parezca, los enemigos acérrimos se transforman en inesperados aliados. Su mejor amiga, Stevie Rae, es una no muerta que lucha por aferrarse a su humanidad. Zoey no tienen ni idea de como ayudarla, pero sí sabe que todo lo que descubran juntas debe permanecer en secreto, porque las paredes de la escuela parecen tener oídos. Además, Zoey tiene que aclarar sus sentimientos, porque casi sin darse cuenta ya tiene tres novios... pero entonces comienzan a aparecer vampiros muertos. Verdaderamente muertos. Y mientras ella y sus amigos desvelan el misterio, las cosas en la Casa de la Noche se ponen realmente feas...
Publicado en español.

### 4.-Indómita
La vida es horrible cuando tus amigos te odian. Si no preguntale a Zoey Redbird, experta en que la odien. En una semana ha pasado de tener tres novios a ninguno y de tener un estrecho grupo de amigos que confiaban en ella a quedarse totalmente sola. Y hablando de amigos, los únicos que no han abandonado a Zoey son una no-muerta y una no-marcada. Neferet ha declarado la guerra a los humanos, cosa que Zoey sabe en lo más hondo de su corazón que está mal. Pero, ¿acaso alguien va a hacerle caso? Las aventuras de la joven vampiresa en la escuela dan un salvaje y peligroso vuelco cuando se prueban las lealtades y chocantes intenciones...
Publicado en español.

### 5.-Atrapada
Los amigos de Zoey vuelven a respaldarla y Stevie Rae y los iniciados rojos ya no son un secreto para Neferet. Pero aparece una nueva amenaza. La alta sacerdotisa protege a su poderoso nuevo consorte, Kalona, y nadie parece comprender el peligro que supone. Kalona es indescriptiblemente bello, y mantiene a la Casa de la Noche bajo su hechizo. La clave para acabar con su influencia yace en una vida osada pero, ¿y si eso saca a la luz secretos a los que Zoey no puede enfrentarse?
En cuanto al tema de los novios, la poderosa iniciada tiene la oportunidad de arreglar las cosas con su ex, Erik. Sin embargo, no puede dejar de pensar en Stark, el arquero que murió en sus brazos, y se siente impulsada a tratar de salvarlo de la siniestra influencia de Neferet a cualquier precio.
Publicado en español.

### 6.-Tentada
Así que si piensas que después de desterrar a un ser inmortal y vencer a una alta sacerdotisa, salvar la vida de Stark, morder a Heath, tener dolores de cabeza por Erik y, casi morir, Zoey Redbird puede tener un descanso. Lamentablemente, no hay descanso en la Casa de la Noche para la alta sacerdotisa en entrenamiento y su grupo de amigos. Maniobrar con tres chicos es todo menos un alivio del estrés, especialmente cuando uno de ellos es un sexy guerrero que para proteger a Zoey puede sentir sus emociones. Hablando de estrés, la fuerza oscura que acecha debajo de los túneles prohibidos de Tulsa se está esparciendo y Zoey comienza a creer que Stevie Rae podría ser responsable de algo más que de un grupo de inadaptados iniciados rojos.
Asimismo, las visiones de Aphrodite le advierten a Zoey que se mantenga lejos de Kalona y su oscuro atractivo, pero también muestran que Zoey tiene el poder de detener el mal inmortal. Pronto se hace evidente que Zoey no tiene ninguna opción: si ella no se dirige hacia Kalona él le exigirá una vehemente venganza sobre los más cercanos a ella. ¿Tendrá Zoey el valor de arriesgar su vida, su corazón y su alma?
En español

### 7.-Abrasada (Quemada)
Las cosas se volvieron negras en la Casa de la Noche. El alma de Zoey Redbird está hecha añicos. Y con absolutamente todo en su contra, ella espera no perder el control, pero su corazón roto le hace querer permanecer en el otro mundo por siempre. Parece más y más incierto que ella pueda estar de regreso a tiempo y reincorporarse a sus amigos para así salvar al mundo. Como es la única persona viva que la puede alcanzar, Stark debe encontrar la manera de llegar a ella. ¿Pero cómo? Él tendrá que morir para hacer eso, es lo que el Alto Concilio de Vampiros ordena. Y es ahí, cuando Zoey se dará por vencida seguramente. Y sólo quedan 7 días más.
Es allí cuando aparece su mejor amiga Stevie Rae. Ella quiere ayudar a Zoey pero tiene muchos problemas propios. Los iniciados rojos hacen de las suyas, y esta vez ni Stevie Rae podrá escapar de las consecuencias. Su casi-novio, Dallas, es dulce pero demasiado curioso para su propio bien. La verdad es que, Stevie Rae está escondiendo un secreto que podría ser la llave para traer de regreso a casa a Zoey, pero también amenaza con hacer explotar su mundo entero.
En medio de todo el desorden está Aprodithe: ex iniciada, súper engreída y totalmente molesta como el infierno (y muy orgullosa de eso). Ella siempre ha sido bendecida (si se le puede llamar así) con visiones que pueden revelar el futuro, pero ahora parece que Nyx ha decidido hablar a través de ella con su propia voz de diosa, ya sea que ella lo quiera o no. La lealtad de Aphrodite puede cambiar y tomar muchos caminos, pero ahora mismo el destino de Zoey pende de un hilo.
Tres chicas jugando con fuego… y si no tienen cuidado… todo el mundo se quemará.
En español

### 8.-Renacida (Despierta)
Zoey ha regresado, en su mayor parte entera, desde el otro mundo a la Casa de la Noche como alta sacerdotisa. Sus amigos están muy contentos de tenerla de regreso, pero después de haber perdido a su consorte humano, Heath, ¿podrá Zoey volver a ser la misma? Stevie Rae se siente más atraída hacia Rephaim, el cuervo de escarnio con quien ella comparte una conexión misteriosa y poderosa, pero él es un peligroso secreto que la aleja de su escuela, sus iniciados rojos e incluso sus mejores amigos. Cuando la amenaza oscura de Neferet (quién cada vez está más cerca y más cerca de lograr su malévola meta de inmortalidad) y Kalona regresan, ¿qué se necesitará para impedir que la Casa de la Noche se pierda para siempre, y qué es lo que una desesperada chica podrá hacer para cuidar que su corazón sea irreparablemente roto?
En Español

### 9.-Destinada (Predestinada)
En destinada las fuerzas de la luz y la oscuridad siguen peleando pero esta vez todo se centra en La casa de la Noche de Tulsa. Zoey está en casa donde ella pertenece, a salvo con su Guardián Stark y preparándose para hacerle frente a Neferet. Kalona ha renunciado a su hijo Rephaim y gracias a un regalo de Nyx es humano, el y Stevie Rae al fin pueden estar juntos. Todo Si Rephaim puede caminar por el lado de la luz y mantenerse alejado de la sombra de su padre.
¿Pero Zoey está realmente a salvo? ¿Ella conoce de verdad los que están de su lado?¿Y el amor ganara cuando está siendo testeado por el alma más oscura?
Disponible en Español

### 10.-Oculta
La verdadera naturaleza de Neferet ha sido revelada ante el Alto Consejo Vampírico, por lo que Zoey y su grupo, finalmente podrían recibir algo de ayuda-para defenderse a sí mismos y a su querida escuela-en contra de un mal que crece cada día mucho más. Y ellos le necesitan, porque Neferet no va a rendirse sin luchar. El caos reina en la Casa de la Noche.
Disponible en Español

### 11.-Revelada (Expuesta)
Drásticamente después de su caída, Neferet tiene sólo una meta en su mente y esa es recuperar su fuerza y su consciencia. Pero antes de que pueda esconderse de su pasado—lo que podría ayudarla a encontrar la clave para sobrevivir en el presente—deberá realizar un golpe mortal, esta vez a los humanos. Por causa de un asesinato los humanos entran en pánico y comienzan a culpar a los integrantes de la Casa de la Noche porque obviamente fue causado por un vampiro. Pero Zoey y los demás saben que no estuvieron involucrados. Así que, ¿quién fue el que mató al alcalde de Tulsa?. 
Mientras tanto, algo está pasando con Zoey.... y no es algo divertido. Ella se siente extraña y estresada todo el tiempo—bueno más estresada que antes. Lo cual no es una sorpresa ya que considerando que una inmortal anda suelta y ella tiene problema con ‘novios’. De Nuevo. ¿Pero hay algo más grande en el trabajo? Tal vez Zoey no tenga tiempo para averiguar. La luz y la oscuridad están fuera de balance, se despierta la Magia Antigua y eso requiere un sacrificio.
En la undécima novela la Casa de la Noche es más emocionante, la institución está en juego en una batalla peligrosa para la vida de Zoey y su alma. ¿Acaso la banda de Nerds podrá ayudarla para tener el tiempo libre lo suficiente como para defenderse?

### 12.-Redimida
En la electrizante novela final de la serie "La Casa de la Noche", Neferet finalmente se ha dado a conocer a los mortales. Una Diosa Oscura está suelta en Tulsa y el mundo. Ningún vampiro es lo suficientemente fuerte para vencerla... a menos que esa criatura tenga el poder de convocar a los elementos, así como la capacidad de ejercer la Antigua Magia. Sólo Zoey Redbird es heredera de ese poder... pero por las consecuencias del uso de la Magia Antigua, ella es incapaz de ayudar. Averigüa quién ganará y quién perderá en esta épica batalla de la Luz contra la Oscuridad.

### Otras publicaciones

#### Guía del Iniciado 101
Feliz encuentro, iniciado. Confío en que esta guía te servirá.
Cada iniciado que llega a la Casa de la Noche recibe una copia de la Guía del Iniciado 101, y ahora, los fanáticos de la serie también pueden tener uno: con esta hermosa edición, debes tenerlo... En su interior encontrarás la historia completa del vampiro, información sobre rituales, la biología vampírica y su cambio y mucho más.

#### Nyx en La Casa de la Noche
Editada por P.C Cast, Nyx en la casa de la noche, a dos colores, una guía ilustrada de la casa de la noche trae una rica influencia a la vida, proporcionando las historias reales sobre la serie y una mirada al interior de estas, que crean la fascinante historia de Zoey y la casa de la noche. Incluye:
Rituales Wicca, La historia original de Érebo y Nyx, Mitología Cheroqui, La histórica importancia de los tatuajes y más...

#### La Espada de Dragón o Dragon's Oath en inglés
Antes de que Zoey fuera marcada y llegara a la Casa de la Noche ... antes de que ella se levantara en el poder para hacer frente a la oscuridad total, y la Casa de la Noche se dividiera ... esta Dragon's Oath, la emocionante historia detrás del instructor de esgrima de la casa de la noche, formidable y un guerrero - el amor que lo transformara, y la misericordia que volverá a perseguirlo ...

#### Lenobia's Vow
Contara la historia de la profesora de equitación, contando desde que era pequeña y como la oscuridad y el amor marcaron su vida para siempre, se estrenó ya hace mucho y está traducido en varios idiomas a nivel mundial , se convirtió en un best-seller en New York en menos de una semana.

#### Neferet's Curse
Nos mostrará la vida de la Alta Sacerdotisa Vampira, Neferet, desde que fue marcada, y como fue que eligió tomar el camino oscuro donde se encuentra actualmente.

## Adaptación cinematográfica
En el año 2008, la revista estadounidense Variety reportó que una adaptación cinematográfica de la serie se encontraba en preproducción. Los derechos de la película fueron dados a la distribuidora Empire Pictures, contando con la producción de Michael Birnbaum y un guion escrito por Kent Dalian.